# 台湾総督府軍務局
台湾総督府軍務局（たいわんそうとくふぐんむきょく）は、台湾総督に委任された兵権に基づき、台湾総督府に置かれた管轄区域内における陸海軍の軍政及び軍令を所掌する機関である。設置期間は1896年4月から1897年10月までであるが、この項目では、総督府設置から1919年8月に総督への軍事権委任の解除まで置かれた軍政軍令所掌機関を含めて記述する。

## 概要
1895年（明治28年）5月に台湾総督府が設置された。台湾総督は管轄区域内の陸海軍を統率する権限が与えられ、総督府に陸軍局、海軍局を設置し、それぞれに長官と幕僚をおいた。
同年8月6日、台湾総督府条例（明治28年陸達第70号）が施行され、次のように総督幕僚、陸軍局、海軍局を置いた。
- 総督幕僚
  - 参謀部
  - 副官部 - 第一課（文書関係）　第二課（人事関係）　第三課（用度関係）
- 陸軍局 - 砲兵部　工兵部　憲兵部　監督部　軍医部　法官部　電信部　郵便部
- 海軍局

1896年（明治29年）4月1日、新に軍務局が設置された。その組織は次のように定められた。
- 軍務局　局長　副官
  - 陸軍部　第一課　第二課　第三課　第四課
  - 海軍部　第一課　第二課

1897年（明治30年）11月1日、軍務局が廃止され、新に陸軍幕僚、海軍幕僚が設置された。以下、陸軍と海軍を分けて記述する。

### 陸軍
1897年11月に設置された陸軍幕僚の組織は次のように定められた。
- 陸軍幕僚　参謀長
  - 参謀部
  - 副官部

1907年（明治40年）10月14日、陸軍幕僚を廃止し陸軍部を設置した。その組織は次のとおり定められ、1919年（大正8年）8月20日に廃止されるまで存続した。1919年3月7日、陸軍兵器部が台北庁大加蚋堡三板橋庄東門外72番地に移転した。
　
- 陸軍部　参謀長
  - （幕僚）参謀部　副官部
  - 法官部　経理部　軍医部　獣医部

### 海軍
1897年11月に設置された海軍幕僚の組織は次のように定められた。
- 海軍幕僚　参謀長
  - 参謀（出師準備・作戦計画担当）　副官（人事・庶務担当）　機関長　軍医長　主計長

1901年（明治34年）7月4日、組織が縮小され、参謀長、参謀（事務担当）、副官、主計長が置かれた。さらに、1903年（明治36年）11月6日、主計長を廃止し、参謀長、参謀（事務担当）、副官を置き、1919年8月20日に廃止されるまで存続した。

1919年（大正8年）8月20日に台湾総督への軍事権の委任が廃止され、それに伴い陸軍部、海軍幕僚も廃止された。陸軍部は台湾軍に改編され、総督は台湾軍司令官に兵力の使用を請求できるものとされた。

## 歴代参謀長等
総督府参謀長
- 大島久直 陸軍少将：1895年5月23日 - 1895年8月8日

総督参謀長
- 大島久直 陸軍少将：1895年8月8日 - 1896年4月1日

軍務局長
- 立見尚文 陸軍少将：1896年4月1日 - 1897年11月1日

### 陸軍
陸軍局長官
- （兼）大島久直 少将：1895年5月23日 - 1895年8月6日

陸軍局長
- （兼）大島久直 少将：1895年8月6日 - 1896年4月1日

軍務局陸軍部長
- （兼）立見尚文 少将：1896年4月1日 - 1897年11月1日

陸軍幕僚参謀長
- 立見尚文 少将：1897年11月1日 - 1898年10月1日
- 木越安綱 少将：1898年10月1日 - 1900年4月25日
- 中村覚 少将：1900年4月25日 - 1902年3月10日
- 武田秀山 少将：1902年3月10日 - 1902年12月24日死去
- 谷田文衛 少将：1903年1月13日 - 1907年2月4日
- 宮本照明 少将：1907年2月4日 - 1907年10月14日

陸軍部参謀長
- 宮本照明 少将：1907年10月14日 - 1912年8月3日
- 足立愛蔵 少将：1912年8月3日 - 1913年7月3日
- 木下宇三郎 少将：1913年7月3日 - 1916年1月21日
- 有田恕 少将：1916年1月21日 - 1917年8月6日
- 山田陸槌 少将：1917年8月6日 - 1918年8月19日
- 東乙彦 少将：1918年8月19日 - 1918年8月19日
- 曽田孝一郎 少将：1918年11月18日 - 1919年8月20日

### 海軍
海軍局長官
- 田中綱常 予備役少将：1895年5月21日 -

海軍局長
- 角田秀松 少将：1895年8月15日 - 1896年4月1日

軍務局海軍部長
- 角田秀松 少将：1896年4月1日 - 1897年11月1日

海軍参謀長
- 角田秀松 少将：1897年11月1日 - 1897年12月27日
- 黒岡帯刀 少将：1897年12月27日 - 1901年7月4日
- 成川揆 大佐：1901年7月4日 - 1903年7月7日
- 山縣文蔵 中佐：1903年7月7日 - 1905年3月15日
- 山本正勝 中佐：1905年3月15日 - 1905年6月14日
- 宮地貞辰 大佐：1905年6月14日 - 1906年8月30日
- 羽喰政次郎 大佐：1906年8月30日 - 1907年11月15日
- 土山哲三 大佐：1907年11月15日 - 1909年12月1日
- 西山実親 大佐：1909年12月1日 - 1910年9月28日
- 東郷吉太郎 大佐：1910年9月28日 - 1912年6月18日
- 秀島成忠 大佐：1912年6月18日 - 1914年5月29日
- 田所広海 大佐：1914年5月29日 - 1914年12月1日
- 秋沢芳馬 大佐：1914年12月1日 - 1916年12月1日
- 増田幸一 大佐：1916年12月1日 - 1918年5月3日
- 増田高頼 大佐：1918年5月3日 - 1919年8月20日